# 本基靈
13°3′N 15°42′W / 13.050°N 15.700°W
本基靈（法語：Bounkiling），是塞內加爾的城鎮，位於該國南部，由塞久區負責管轄，是本基靈省的首府，始建於2008年7月，海拔高度34米，2013年該城鎮人口為6,416。